# Paris-Nisa 2021
Cursa Paris-Nisa 2021 a fost cea de a 79-a ediție a Cursei Paris-Nisa care s-a desfășurat în perioada 7-14 martie 2021 și a fost a patra probă în Circuitul mondial UCI 2021. 

## Echipe participante
Cum Paris-Nisa este un eveniment din cadrul Circuitului mondial UCI 2021, toate cele 19 echipe UCI au fost invitate automat și obligate să aibă o echipă în cursă. Patru echipe profesioniste continentale au primit wildcard. 

### Echipe UCI World
| - AG2R Citroën Team - Astana-Premier Tech - Bora–Hansgrohe - Cofidis - Deceuninck–Quick-Step - EF Education-Nippo - Groupama–FDJ - Ineos Grenadiers - Intermarché-Wanty-Gobert Matériaux - Israel Start-Up Nation | - Lotto Soudal - Movistar Team - Team Bahrain Victorious - Team BikeExchange - Team DSM - Team Jumbo–Visma - Team Qhubeka Assos - Trek-Segafredo - UAE Team Emirates |  |

### Echipe continentale profesioniste UCI
| - Alpecin-Fenix - Arkéa–Samsic | - B&B Hotels p/b KTM - Total Direct Énergie |  |

## Etapele programate
| Etapa | Dată   | Start – Sosire                        | type                  | Distanță (km) | Elevation (m) | Câștigător          | Liderul global        |
| ----- | ------ | ------------------------------------- | --------------------- | ------------- | ------------- | ------------------- | --------------------- |
| 1     | 7 mar  | Saint-Cyr-l'École – Saint-Cyr-l'École | etapă valonată        | 166           | 1.525 m       | Sam Bennett         | Sam Bennett           |
| 2     | 8 mar  | Oinville-sur-Montcient – Amilly       | etapă de plat         | 188           | 1.016 m       | Cees Bol            | Michael Matthews      |
| 3     | 9 mar  | Gien – Gien                           | contratimp individual | 14,4          | 102 m         | Stefan Bissegger    | Stefan Bissegger      |
| 4     | 10 mar | Chalon-sur-Saône – Chiroubles         | etapă valonată        | 188           | 3.540 m       | Primož Roglič       | Primož Roglič         |
| 5     | 11 mar | Vienne – Bollène                      | etapă de plat         | 203           | 926 m         | Sam Bennett         | Primož Roglič         |
| 6     | 12 mar | Brignoles – Biot                      | etapă valonată        | 202,5         | 3.181 m       | Primož Roglič       | Primož Roglič         |
| 7     | 13 mar | Le Broc, Alpes-Maritimes – Valdeblore | etapă de munte        | 119,2         | 3.127 m       | Primož Roglič       | Primož Roglič         |
| 8     | 14 mar | Plan-du-Var – Levens                  | etapă valonată        | 93,1          | 2.006 m       | Magnus Cort Nielsen | Maximilian Schachmann |

## Etape

### Etapa 1
7 martie 2021 - Saint-Cyr-l'École - Saint-Cyr-l'École, 166 km (103 mi)
| Loc | Concurent          | Echipă                  | Timp       |
| --- | ------------------ | ----------------------- | ---------- |
| 1   | Sam Bennett        | Deceuninck–Quick-Step   | 3h 51' 38" |
| 2   | Arnaud Démare      | Groupama–FDJ            | +0"        |
| 3   | Mads Pedersen      | Trek-Segafredo          | +0"        |
| 4   | Jasper Philipsen   | Alpecin-Fenix           | +0"        |
| 5   | Bryan Coquard      | B&B Hotels p/b KTM      | +0"        |
| 6   | Pascal Ackermann   | Bora–Hansgrohe          | +0"        |
| 7   | Phil Bauhaus       | Team Bahrain Victorious | +0"        |
| 8   | Christophe Laporte | Cofidis                 | +0"        |
| 9   | André Greipel      | Israel Start-Up Nation  | +0"        |
| 10  | Rudy Barbier       | Israel Start-Up Nation  | +0"        |

| Loc | Concurent          | Echipă                  | Timp       |
| --- | ------------------ | ----------------------- | ---------- |
| 1   | Sam Bennett        | Deceuninck–Quick-Step   | 3h 51' 38" |
| 2   | Arnaud Démare      | Groupama–FDJ            | +0"        |
| 3   | Mads Pedersen      | Trek-Segafredo          | +0"        |
| 4   | Jasper Philipsen   | Alpecin-Fenix           | +0"        |
| 5   | Bryan Coquard      | B&B Hotels p/b KTM      | +0"        |
| 6   | Pascal Ackermann   | Bora–Hansgrohe          | +0"        |
| 7   | Phil Bauhaus       | Team Bahrain Victorious | +0"        |
| 8   | Christophe Laporte | Cofidis                 | +0"        |
| 9   | André Greipel      | Israel Start-Up Nation  | +0"        |
| 10  | Rudy Barbier       | Israel Start-Up Nation  | +0"        |

### Etapa a 2-a
8 martie 2021 - Oinville-sur-Montcient - Amilly, 188 km (117 mi)
| Loc | Concurent        | Echipă                  | Timp       |
| --- | ---------------- | ----------------------- | ---------- |
| 1   | Cees Bol         | Team DSM                | 4h 27' 59" |
| 2   | Mads Pedersen    | Trek-Segafredo          | +0"        |
| 3   | Michael Matthews | Team BikeExchange       | +0"        |
| 4   | Bryan Coquard    | B&B Hotels p/b KTM      | +0"        |
| 5   | Sam Bennett      | Deceuninck–Quick-Step   | +0"        |
| 6   | John Degenkolb   | Lotto Soudal            | +0"        |
| 7   | Pascal Ackermann | Bora–Hansgrohe          | +0"        |
| 8   | Phil Bauhaus     | Team Bahrain Victorious | +0"        |
| 9   | Jasper Philipsen | Alpecin-Fenix           | +0"        |
| 10  | Rudy Barbier     | Israel Start-Up Nation  | +0"        |

| Loc | Concurent          | Echipă                 | Timp       |
| --- | ------------------ | ---------------------- | ---------- |
| 1   | Michael Matthews   | Team BikeExchange      | 8h 19' 23" |
| 2   | Mads Pedersen      | Trek-Segafredo         | +4"        |
| 3   | Sam Bennett        | Deceuninck–Quick-Step  | +4"        |
| 4   | Cees Bol           | Team DSM               | +4"        |
| 5   | Arnaud Démare      | Groupama–FDJ           | +8"        |
| 6   | André Greipel      | Israel Start-Up Nation | +11"       |
| 7   | Tiesj Benoot       | Team DSM               | +12"       |
| 8   | Florian Vermeersch | Lotto Soudal           | +12"       |
| 9   | Jasper Stuyven     | Trek-Segafredo         | +13"       |
| 10  | Ben Swift          | Ineos Grenadiers       | +13"       |

### Etapa a 3-a
9 martie 2021 - Gien - Gien, 14,4 km (8,9 mi) (contra-cronometru)
| Loc | Concurent            | Echipă                 | Timp    |
| --- | -------------------- | ---------------------- | ------- |
| 1   | Stefan Bissegger     | EF Education-Nippo     | 17' 34" |
| 2   | Rémi Cavagna         | Deceuninck–Quick-Step  | +0"     |
| 3   | Primož Roglič        | Team Jumbo–Visma       | +6"     |
| 4   | Brandon McNulty      | UAE Team Emirates      | +9"     |
| 5   | Søren Kragh Andersen | Team DSM               | +10"    |
| 6   | Rohan Dennis         | Ineos Grenadiers       | +13"    |
| 7   | Christophe Laporte   | Cofidis                | +13"    |
| 8   | Dylan van Baarle     | Ineos Grenadiers       | +14"    |
| 9   | Yves Lampaert        | Deceuninck–Quick-Step  | +16"    |
| 10  | Patrick Bevin        | Israel Start-Up Nation | +16"    |

| Loc | Concurent            | Echipă                | Timp       |
| --- | -------------------- | --------------------- | ---------- |
| 1   | Stefan Bissegger     | EF Education-Nippo    | 8h 37' 11" |
| 2   | Rémi Cavagna         | Deceuninck–Quick-Step | +0"        |
| 3   | Primož Roglič        | Team Jumbo–Visma      | +6"        |
| 4   | Brandon McNulty      | UAE Team Emirates     | +9"        |
| 5   | Michael Matthews     | Team BikeExchange     | +9"        |
| 6   | Søren Kragh Andersen | Team DSM              | +10"       |
| 7   | Mads Pedersen        | Trek-Segafredo        | +12"       |
| 8   | Christophe Laporte   | Cofidis               | +13"       |
| 9   | Dylan van Baarle     | Ineos Grenadiers      | +14"       |
| 10  | Yves Lampaert        | Deceuninck–Quick-Step | +15"       |

### Etapa a 4-a
10 martie 2021 - Chalon-sur-Saône - Chiroubles, 188 km (117 mi)
| Loc | Concurent             | Echipă               | Timp       |
| --- | --------------------- | -------------------- | ---------- |
| 1   | Primož Roglič         | Team Jumbo–Visma     | 4h 49' 36" |
| 2   | Maximilian Schachmann | Bora–Hansgrohe       | +12"       |
| 3   | Guillaume Martin      | Cofidis              | +12"       |
| 4   | Tiesj Benoot          | Team DSM             | +12"       |
| 5   | Aleksandr Vlasov      | Astana-Premier Tech  | +12"       |
| 6   | Lucas Hamilton        | Team BikeExchange    | +12"       |
| 7   | David Gaudu           | Groupama–FDJ         | +16"       |
| 8   | Quentin Pacher        | B&B Hotels p/b KTM   | +16"       |
| 9   | Pierre Latour         | Total Direct Énergie | +16"       |
| 10  | Ion Izagirre          | Astana-Premier Tech  | +16"       |

| Loc | Concurent             | Echipă               | Timp        |
| --- | --------------------- | -------------------- | ----------- |
| 1   | Primož Roglič         | Team Jumbo–Visma     | 13h 26' 40" |
| 2   | Maximilian Schachmann | Bora–Hansgrohe       | +35"        |
| 3   | Brandon McNulty       | UAE Team Emirates    | +37"        |
| 4   | Aleksandr Vlasov      | Astana-Premier Tech  | +41"        |
| 5   | Ion Izagirre          | Astana-Premier Tech  | +43"        |
| 6   | Matteo Jorgenson      | Movistar Team        | +58"        |
| 7   | Tiesj Benoot          | Team DSM             | +1' 05"     |
| 8   | Lucas Hamilton        | Team BikeExchange    | +1' 09"     |
| 9   | Luis León Sánchez     | Astana-Premier Tech  | +1' 11"     |
| 10  | Pierre Latour         | Total Direct Énergie | +1' 12"     |

### Etapa a 5-a
11 martie 2021 - Vienne - Bollène, 203 km (126 mi)
| Loc | Concurent          | Echipă                             | Timp       |
| --- | ------------------ | ---------------------------------- | ---------- |
| 1   | Sam Bennett        | Deceuninck–Quick-Step              | 5h 16' 01" |
| 2   | Nacer Bouhanni     | Arkéa–Samsic                       | +0"        |
| 3   | Pascal Ackermann   | Bora–Hansgrohe                     | +0"        |
| 4   | Phil Bauhaus       | Team Bahrain Victorious            | +0"        |
| 5   | Giacomo Nizzolo    | Team Qhubeka Assos                 | +0"        |
| 6   | Alexander Kristoff | UAE Team Emirates                  | +0"        |
| 7   | Bryan Coquard      | B&B Hotels p/b KTM                 | +0"        |
| 8   | Christophe Laporte | Cofidis                            | +0"        |
| 9   | Rudy Barbier       | Israel Start-Up Nation             | +0"        |
| 10  | Danny van Poppel   | Intermarché-Wanty-Gobert Matériaux | +0"        |

| Loc | Concurent             | Echipă               | Timp        |
| --- | --------------------- | -------------------- | ----------- |
| 1   | Primož Roglič         | Team Jumbo–Visma     | 18h 42' 46" |
| 2   | Maximilian Schachmann | Bora–Hansgrohe       | +31"        |
| 3   | Brandon McNulty       | UAE Team Emirates    | +37"        |
| 4   | Ion Izagirre          | Astana-Premier Tech  | +40"        |
| 5   | Aleksandr Vlasov      | Astana-Premier Tech  | +41"        |
| 6   | Matteo Jorgenson      | Movistar Team        | +56"        |
| 7   | Tiesj Benoot          | Team DSM             | +1' 04"     |
| 8   | Lucas Hamilton        | Team BikeExchange    | +1' 08"     |
| 9   | Luis León Sánchez     | Astana-Premier Tech  | +1' 11"     |
| 10  | Pierre Latour         | Total Direct Énergie | +1' 12"     |

### Etapa a 6-a
12 martie 2021 - Brignoles - Biot, 202,5 km (125,8 mi)
| Loc | Concurent              | Echipă                  | Timp       |
| --- | ---------------------- | ----------------------- | ---------- |
| 1   | Primož Roglič          | Team Jumbo–Visma        | 4h 40' 22" |
| 2   | Christophe Laporte     | Cofidis                 | +0"        |
| 3   | Michael Matthews       | Team BikeExchange       | +0"        |
| 4   | Dylan Teuns            | Team Bahrain Victorious | +0"        |
| 5   | Aurélien Paret-Peintre | AG2R Citroën Team       | +0"        |
| 6   | Lucas Hamilton         | Team BikeExchange       | +0"        |
| 7   | Bryan Coquard          | B&B Hotels p/b KTM      | +0"        |
| 8   | Quentin Pacher         | B&B Hotels p/b KTM      | +0"        |
| 9   | Sergio Henao           | Team Qhubeka Assos      | +0"        |
| 10  | Krists Neilands        | Israel Start-Up Nation  | +0"        |

| Loc | Concurent              | Echipă               | Timp        |
| --- | ---------------------- | -------------------- | ----------- |
| 1   | Primož Roglič          | Team Jumbo–Visma     | 23h 22' 53" |
| 2   | Maximilian Schachmann  | Bora–Hansgrohe       | +41"        |
| 3   | Ion Izagirre           | Astana-Premier Tech  | +50"        |
| 4   | Aleksandr Vlasov       | Astana-Premier Tech  | +51"        |
| 5   | Matteo Jorgenson       | Movistar Team        | +1' 08"     |
| 6   | Tiesj Benoot           | Team DSM             | +1' 14"     |
| 7   | Lucas Hamilton         | Team BikeExchange    | +1' 16"     |
| 8   | Luis León Sánchez      | Astana-Premier Tech  | +1' 21"     |
| 9   | Pierre Latour          | Total Direct Énergie | +1' 21"     |
| 10  | Aurélien Paret-Peintre | AG2R Citroën Team    | +1' 23"     |

### Etapa a 7-a
13 martie 2021 - Nisa Le Broc - Valdeblore La Colmiane, 166,5 km (103,5 mi) 119,2 km (74,1 mi)
| Loc | Concurent             | Echipă                  | Timp       |
| --- | --------------------- | ----------------------- | ---------- |
| 1   | Primož Roglič         | Team Jumbo–Visma        | 3h 09' 18" |
| 2   | Gino Mäder            | Team Bahrain Victorious | +2"        |
| 3   | Maximilian Schachmann | Bora–Hansgrohe          | +5"        |
| 4   | Lucas Hamilton        | Team BikeExchange       | +8"        |
| 5   | Aleksandr Vlasov      | Astana-Premier Tech     | +10"       |
| 6   | Tiesj Benoot          | Team DSM                | +10"       |
| 7   | Guillaume Martin      | Cofidis                 | +15"       |
| 8   | Ion Izagirre          | Astana-Premier Tech     | +18"       |
| 9   | Harm Vanhoucke        | Lotto Soudal            | +22"       |
| 10  | Jai Hindley           | Team DSM                | +27"       |

| Loc | Concurent             | Echipă                  | Timp        |
| --- | --------------------- | ----------------------- | ----------- |
| 1   | Primož Roglič         | Team Jumbo–Visma        | 26h 32' 01" |
| 2   | Maximilian Schachmann | Bora–Hansgrohe          | +52"        |
| 3   | Aleksandr Vlasov      | Astana-Premier Tech     | +1' 11"     |
| 4   | Ion Izagirre          | Astana-Premier Tech     | +1' 15"     |
| 5   | Tiesj Benoot          | Team DSM                | +1' 34"     |
| 6   | Lucas Hamilton        | Team BikeExchange       | +1' 34"     |
| 7   | Guillaume Martin      | Cofidis                 | +2' 06"     |
| 8   | Steven Kruijswijk     | Team Jumbo–Visma        | +2' 07"     |
| 9   | Jack Haig             | Team Bahrain Victorious | +2' 10"     |
| 10  | Matteo Jorgenson      | Movistar Team           | +2' 21"     |

### Etapa a 8-a
14 martie 2021 - Nisa Le Plan du Var - Nisa Levens, 110,5 km (68,7 mi) 92,7 km (57,6 mi), 
| Loc | Concurent             | Echipă                  | Timp       |
| --- | --------------------- | ----------------------- | ---------- |
| 1   | Magnus Cort           | EF Education-Nippo      | 2h 16' 58" |
| 2   | Christophe Laporte    | Cofidis                 | +0"        |
| 3   | Pierre Latour         | Total Direct Énergie    | +0"        |
| 4   | Dylan Teuns           | Team Bahrain Victorious | +0"        |
| 5   | Warren Barguil        | Arkéa-Samsic            | +0"        |
| 6   | Dylan van Baarle      | Ineos Grenadiers        | +0"        |
| 7   | Ion Izagirre          | Astana-Premier Tech     | +0"        |
| 8   | Matteo Jorgenson      | Movistar Team           | +0"        |
| 9   | Yves Lampaert         | Deceuninck–Quick-Step   | +0"        |
| 10  | Maximilian Schachmann | Bora–Hansgrohe          | +0"        |

| Loc | Concurent              | Echipă                  | Timp        |
| --- | ---------------------- | ----------------------- | ----------- |
| 1   | Maximilian Schachmann  | Bora–Hansgrohe          | 28h 49' 51" |
| 2   | Aleksandr Vlasov       | Astana-Premier Tech     | +19"        |
| 3   | Ion Izagirre           | Astana-Premier Tech     | +23"        |
| 4   | Lucas Hamilton         | Team BikeExchange       | +41"        |
| 5   | Tiesj Benoot           | Team DSM                | +42"        |
| 6   | Guillaume Martin       | Cofidis                 | +1' 14"     |
| 7   | Jack Haig              | Team Bahrain Victorious | +1' 18"     |
| 8   | Matteo Jorgenson       | Movistar Team           | +1' 29"     |
| 9   | Aurélien Paret-Peintre | AG2R Citroën Team       | +1' 31"     |
| 10  | Gino Mäder             | Team Bahrain Victorious | +1' 32"     |

## Clasamentele actuale
| Legendă                                  | Legendă                         | Legendă                               | Legendă                             |
| ---------------------------------------- | ------------------------------- | ------------------------------------- | ----------------------------------- |
| A yellow jersey.                         | Liderul clasamentului general   | A white jersey with red polka dots.   | Liderul clasamentului cățărătorilor |
| A green jersey.                          | Liderul clasamentului pe puncte | A white jersey.                       | Liderul clasametnului tinerilor     |
| A white jersey with a yellow number bib. | Liderul clasamentului pe echipe | A white jersey with a red number bib. | Liderul premiului combativității    |

### Clasamentul general
Clasamentul final locurile 1-10
| Loc | Concurent              | Echipă                  | Timp        |
| --- | ---------------------- | ----------------------- | ----------- |
| 1   | Maximilian Schachmann  | Bora–Hansgrohe          | 28h 49' 51" |
| 2   | Aleksandr Vlasov       | Astana-Premier Tech     | +19"        |
| 3   | Ion Izagirre           | Astana-Premier Tech     | +23"        |
| 4   | Lucas Hamilton         | Team BikeExchange       | +41"        |
| 5   | Tiesj Benoot           | Team DSM                | +42"        |
| 6   | Guillaume Martin       | Cofidis                 | +1' 14"     |
| 7   | Jack Haig              | Team Bahrain Victorious | +1' 18"     |
| 8   | Matteo Jorgenson       | Movistar Team           | +1' 29"     |
| 9   | Aurélien Paret-Peintre | AG2R Citroën Team       | +1' 31"     |
| 10  | Gino Mäder             | Team Bahrain Victorious | +1' 32"     |

### Clasamentul pe puncte
Clasamentul final locurile 1-10
| Loc | Concurent             | Echipă                | Timp |
| --- | --------------------- | --------------------- | ---- |
| 1   | Primož Roglič         | Team Jumbo-Visma      | 57   |
| 2   | Sam Bennett           | Deceuninck–Quick-Step | 39   |
| 3   | Christophe Laporte    | Cofidis               | 34   |
| 4   | Michael Matthews      | Team BikeExchange     | 28   |
| 5   | Maximilian Schachmann | Bora–Hansgrohe        | 26   |
| 6   | Lucas Hamilton        | Team BikeExchange     | 21   |
| 7   | Bryan Coquard         | B&B Hotels p/b KTM    | 21   |
| 8   | Mads Pedersen         | Trek-Segafredo        | 21   |
| 9   | Magnus Cort           | EF Education-Nippo    | 15   |
| 10  | Stefan Bissegger      | EF Education-Nippo    | 15   |

### Clasamentul cățărătorilor
Clasamentul final locurile 1-10
| Loc | Concurent             | Echipă               | Timp |
| --- | --------------------- | -------------------- | ---- |
| 1   | Anthony Perez         | Cofidis              | 67   |
| 2   | Julien Bernard        | Trek-Segafredo       | 26   |
| 3   | Primož Roglič         | Team Jumbo-Visma     | 20   |
| 4   | Fabien Doubey         | Total Direct Énergie | 20   |
| 5   | Kenny Elissonde       | Trek-Segafredo       | 15   |
| 6   | Maximilian Schachmann | Bora–Hansgrohe       | 14   |
| 7   | Oliver Naesen         | AG2R Citroën Team    | 7    |
| 8   | Victor Campenaerts    | Team Qhubeka Assos   | 6    |
| 9   | Dylan van Baarle      | Ineos Grenadiers     | 5    |
| 10  | Warren Barguil        | Arkéa–Samsic         | 5    |

### Clasamentul tinerilor
Clasamentul final locurile 1-10
| Loc | Concurent              | Echipă                  | Timp        |
| --- | ---------------------- | ----------------------- | ----------- |
| 1   | Aleksandr Vlasov       | Astana-Premier Tech     | 28h 50' 10" |
| 2   | Lucas Hamilton         | Team BikeExchange       | +22"        |
| 3   | Matteo Jorgenson       | Movistar Team           | +1' 10"     |
| 4   | Aurélien Paret-Peintre | AG2R Citroën Team       | +1' 12"     |
| 5   | Gino Mäder             | Team Bahrain Victorious | +1' 13"     |
| 6   | Harm Vanhoucke         | Lotto Soudal            | +1' 22"     |
| 7   | Jai Hindley            | Team DSM                | +2' 17"     |
| 8   | Neilson Powless        | EF Education-Nippo      | +5' 18"     |
| 9   | Dorian Godon           | AG2R Citroën Team       | +20' 38"    |
| 10  | Matteo Sobrero         | Astana–Premier Tech     | +23' 56"    |

### Clasamentul pe echipe
Clasamentul final locurile 1-10
| Loc | Echipă                  | Timp        |
| --- | ----------------------- | ----------- |
| 1   | Astana-Premier Tech     | 86h 32' 39" |
| 2   | Team Bahrain Victorious | +3' 02"     |
| 3   | AG2R Citroën Team       | +7' 12"     |
| 4   | Cofidis                 | +21' 37"    |
| 5   | Team Jumbo-Visma        | +23' 54"    |
| 6   | Movistar Team           | +26' 12"    |
| 7   | Team Qhubeka Assos      | +29' 53"    |
| 8   | Trek-Segafredo          | +41' 37"    |
| 9   | Team DSM                | +42' 15"    |
| 10  | Ineos Grenadiers        | +42' 38"    |

## Legături externe
- en Site web oficial
- Paris-Nisa 2021 – ProCyclingStats